# ぎゃる☆がん
『ぎゃる☆がん』（ぎゃるがん）は、アルケミストが2011年1月27日に発売したXbox 360用ゲームソフト。ジャンルはシューティングゲーム。
10周年記念タイトルとして、リマスター版『ぎゃる☆がん りたーんず』のNintendo Switch版が2021年1月28日に発売され、Steam版が2月12日に配信開始した。

## 概要
超絶モテ男になってしまった主人公（プレイヤー）に言い寄ってくる女の子たちを眼力（通称：フェロモンショット）で撃ちメロメロにさせ、主人公自身は意中の相手への告白を目指すという、今までにないタイプの眼（ガン）シューティングゲーム。発表当初から性的描写が話題となっている。
2012年2月23日には追加要素が含まれたPlayStation 3移植版が発売された。本項ではPS3版についても解説する。
2015年8月6日には後日譚となる『ぎゃる☆がん だぶるぴーす』、2017年8月10日にはそのVR対応版『ぎゃる☆がんVR』が発売された。
2018年3月15日には続編『ぎゃる☆がん2』が発売された。
2021年1月28日には10周年記念タイトルとして、リマスター版『ぎゃる✩がん りたーんず』（Nintendo Switch/PC）がインティ・クリエイツより発売された。Xbox One版は、全プラットフォームにて一貫したプレイ体験が確保できない事を理由に発売中止が決定した。

## あらすじ
主人公・テンゾウはごく普通の男子学生だったのだが、見習い天使ぱたこのうっかりにより一日だけ超モテ男の状態になった。しかし、同時に過剰なモテモテ効果は本日限りで、その後一生彼女が出来なくなると知ってしまう。当然そんなことはお断りなテンゾウは、今日こそ気になるあの娘に告白しようと決意する。
だが、超モテ男の効果によりちょっと見つめただけで多くの女の子をメロメロにさせてしまうテンゾウの周りには、彼にアタックするべく無数の女の子がひしめいていたのだった。
次々と襲いかかって（?）くる女の子たちの想いをかわしたりメロメロに昇天させたりしながら、果たして意中のあの娘に想いを伝えることが出来るのだろうか？

## 登場人物
テンゾウ／ 茂手杉 天造（もてすぎ てんぞう）
声 - 松岡禎丞（限定版ドラマCDのみ）
本作の主人公。桜咲第三高校2年B組。
ちょっとスケベな他にはこれといった特徴はない、どこにでもいそうなごく普通の高校生。
ひょんなことから、一瞥くれただけで女の子がメロメロになってしまうほどの超モテ男になる。
彼女いない歴＝年齢で自分はモテないと思っているが、実は4人のヒロイン全員から想いを寄せられているなど、結構恵まれている。
今回彼の身に降りかかった出来事は後に「モテスギ伝説」と呼ばれ語り継がれている（次回作における主人公ホウダイの台詞などでそれが散見される）。
『マイティガンヴォルト バースト』（Switch版のみ）及び『ぎゃるガンヴォルト バースト』ではDLCプレイアブルキャラクターの一人であるが、姿は『ぎゃる☆がん2』の主人公（デフォルト名無し）のフェロモンゴーグルに似たブラスターゴーグルを装備してるほか、パートナーは天使・ぱたこ（えころではテンゾウが落ちた時捕まってすると守る）。
野々宮 かなめ（ののみや かなめ）
声 - 寺本來可／三宅晴佳（りたーんず）
本作のメインヒロイン。桜咲第三高校2年B組。
テンゾウの幼馴染。家は神社で巫女。天然が入っている。恋愛の話題は苦手だが、幼い頃の経験から、テンゾウに淡い思いを抱いている。
心霊スポット研究会という同好会に入っている。キャラクターデザインの伊東大典はかなめはエロ担当と述べており、スタイルはヒロインの中でもいい。
公式イラストのかなめはへそが強調されているが、本編でかなめのへそが登場する場面はほとんどない。
火吹 晶（ひぶき あきら）
声 - 内村史子
ヒロインの一人。桜咲第三高校2年B組。
テンゾウとは中学からの腐れ縁。がさつで口も悪いが、好きな人の前では素直になれないなど根は純情。中学時代からテンゾウに思いを抱いている。
普段はスパッツをはいているが、あるイベントでは脱いだ姿を見られる（初回特典のDLCを利用すると、初めからスパッツをはいていない）。
桜咲 薫子（さくらざき かおるこ）
声 - 内田真礼
ヒロインの一人。桜咲第三高校3年D組。
桜咲財閥の一人娘。プライドが高いなど絵に描いたようなお嬢様だが、男女ともに人気は高い。スポーツは得意だが、水泳は苦手。
美術部に所属しており、彼女のルートではテンゾウは絵画の全裸モデルを引き受ける羽目になる。3人の女SPを常に従えている。
次回作「だぶるぴーす」では直接の登場は無いが、校舎に彼女の像が建っている。この像は彼女が学校側に寄付したお金で在校生が作った物である(スタッフのインタビューより)。
兎野 葵（うの あおい）
声 - 山本希望
ヒロインの一人。桜咲第三高校1年C組。
ロックンローラーを目指す下級生の少女。一人称は「ぼく」。3人組のバンドを組んでいる。努力家だが、勉強は大の苦手。ウサギの耳のようなアホ毛（?）が生えている。
家は貧乏でギターなどは高嶺の花であったが、ある人のおかげでたった10円でギターを譲ってもらえている。軽音楽部とは何かしらの確執があるらしい。
今作の人間のメインヒロインの中で、唯一次回に続投した。
ぱたこ
声 - 田村ゆかり
見習い天使。かなりドジで、見習い試験としてテンゾウに恋の矢を射とめることにしたものの、誤ってテンゾウに極端に過剰な量の矢を放ってしまう。実は隠しヒロイン(?)であり、ある条件を満たせばぱたことのエンディングを迎えられる。次回作では人間になって登場し、案内役からモブキャラクターの一人になっている。実は、今作のモード「ドキドキカーニバル」での一件の後、天界にて補修を受けたが失敗し、罰として女神により人間にされたという(スタッフのインタビューで明かされた)。くろなに操られたり、捕まったり、特定の場面で無ければ会話が遭遇が出来ない等、扱いは少々今作より不遇になっている。彼女は登場するが、彼女がサポートしたテンゾウについては次回作では一度も直接は触れられない。
えころ
声 - 堀江由衣
PS3版で追加されたヒロイン。天使学校中等部の2年生。ぱたこの後輩で彼女をとても慕っている。ぱたこと共に次回作に引き続き登場し、案内役として昇格する。今作では主人公を悪く言ったり、名前で呼ばず「人間」と呼ぶなどしていたが、次回作では役回りもあってか発言の内容も異なる。また声のトーンも少し高くなっている。

### その他の登場人物（モブキャラクター）
上記4人のヒロインを除く66人（PS3版は2名追加して68人）のモブキャラクターが用意されており、みながテンゾウに猛アタックを仕掛けてくる。中には見つけにくいモブキャラクターもいる。なお、66人（PS3版は68人）それぞれにプロフィールが設定されているが、最初は隠されている。条件を満たせばアンロックされていく。
テンゾウが矢に打たれた後、最初に話掛けて来るキャラはこれらモブキャラクターの一人、「春野つぼみ（声 - 椎名へきる）」であり、このシーンは次回作にも引き継がれる。

## ゲームシステム
基本的な流れ
開始前に、ビギナーとエキスパートの難易度が選択できる。難易度は展開に影響しないが、エキスパートは難しい分獲得スコア（モテポイント＝MPで表示）が多めに設定されており、称号獲得条件の一つである神ランク（スコア累計60万以上）に到達するにはエキスパートのほうが有利である。
開始後にまずテンゾウの初期ステータスを決定する質問がぱたこから出される。ステータスはヒロインの好感度上昇や称号獲得の際に必要となる。
その後、上述の4人のヒロインのうち誰に告白するかを選択する。ルートはここで決定したヒロインに固定され、残り3人のヒロインは登場しない（次回作でも同様にルート選択があるが、選択していないヒロインも登場するようになった。ただし運命の彼女を見付けるルートにおいては登場しない）。
全5ステージで構成されており、ステージ中は画面に表示された照準を動かし、キャラを眼力（がんりき）で撃ち落として進んでいく。
すべてテンゾウ視点で進み、次々と女の子を撃ち落としていく流れはFPSに似ているが、一般的なFPSとは違い全面強制スクロール（いわゆるレールシューター(ガンシューティング)）でテンゾウ自身を自由に動かすことはできない。
また、テンゾウには精心力（精神ではない）が設定されており、画面右下にある精心力ゲージがゼロになるとゲームオーバーになる。コンティニューに制限はない。
ステージの合間にはヒロインとの会話が発生し、そこで選んだ選択肢で好感度が上下する。選択肢の内容はステータスによって変化する。
各ステージの最後にはミニゲーム、またはヒロインとの1対1のバトルに突入する。その結果に応じてヒロインの好感度が上下する。
最終的には各ヒロインごとにトゥルー、グッド、バッドのうちいずれかのエンディングに到達する。
モブキャラクターたち
モブキャラにはそれぞれ弱点（敏感な場所）が設定されており、初弾を弱点にヒットさせると一撃で倒すことが出来る（エクスタシーショット）。中には一撃で倒せないキャラもいる。
弱点は照準を合わせるとビクッなどの擬音が表示されるので判別は可能である。
しばらく撃っていると右下にあるハートマークが満タンになり、ドキドキボムが使用可能になる。ボムは最大4ゲージ分ストック可能。
ドキドキボムを放つと、照準にいるキャラの1人を昇天させられる「ドキドキモード」というモードに突入する。
彼女らの攻撃を受けて精心力が0になると画面が変わり、最後にテンゾウに攻撃をしたヒロインがピンクの背景と共に表示される。そしてそのヒロインの台詞の後に選択肢が表示され、「こいつでいいや」を選ぶと、夕方の背景に校舎の屋上でヒロインと手を繋いでいる一枚絵が表示され（ただし二人とも影。「HAPPY END?」の文字と、ヒロインの台詞も入る）、それまでに獲得したスコアとランク、称号が表示されゲームオーバーとなる。なおこの時、「人生色々です」というぱたこの台詞が入る。「ありえない」を選ぶとゲームは継続する。
ドキドキモード
キャラの敏感な場所を眼力で狙って昇天させるためのモード。
このモードに入ると左側にドキドキゲージが表示され、ゲージはキャラを撃つことによって上昇し、それが満タンになれば昇天成功となる。右下のボムゲージが空になるまでが制限時間。
キャラの身体に照準を合わせるとドキッ！という擬音が表示されるが、その擬音が大きいほど女の子の敏感な場所ということになり、ショットを当てた時のゲージの上昇率が高めである。
ただし、同じ個所を撃っていると女の子がガードすることがあり、その状態ではゲージを上昇させられなくなる。
また、身体の一部をズームすることもでき、ズームした状態で撃つと大幅にゲージを上昇させられるが、女の子が普段よりガードしやすくなるというリスクもある。
各キャラには、エクスタシーショットとなる「敏感な場所」とは別に「すごく敏感な場所」が設定されており、そこをズームして撃てば、うまくいけば一気にゲージを上昇させられる。
ドキドキゲージが増えれば増えるほどキャラに近づけ、ロックオンできる箇所も増えていく。例えばうなじ、脇腹、うちもも、ふくらはぎなどは最初の状態ではロックオンできないが、最接近状態になるとロックオンできるようになる。このように増えた箇所に弱点を持つキャラも多い。
昇天に成功するとキャラ毎に決まった分だけテンゾウのステータスが上下するが、ステータスは選択肢の内容や称号獲得に必要となるため、狙ったステータスにする場合はドキドキモードに突入させるキャラを考慮しなければならない。
上述したキャラのプロフィールやコスチュームはこのドキドキモードで昇天させないと追加されない。
また、1周のうちに同じキャラを計3回昇天させなければおまけの妄想モードが解放されない。妄想モード解放でプロフィールコンプとなるため、コンプするにはルートごとに目当てのキャラが3回登場する場所を把握する必要がある。
コスチュームはデフォルトで制服、体操服、スクール水着の3種類が用意されており、それぞれのコスチュームの状態で昇天させれば登録される。
妄想モード
いわゆる鑑賞モード。タイトル画面のメニューで「コレクション」を選択して女の子の情報を鑑賞する中で選択できる。ただし、初回時には選択できない。
ここにある女の子の情報は昇天させるごとにアンロックされていき、上述の1周中に3回昇天させていれば妄想モードが追加される。
拡大やカメラ回転などを用い、さまざまな角度から女の子を鑑賞できる。「揺らしてみる」はキャラを揺らせ、「あおいでみる」は下からあおぐことができる。ただし、両方ともタイミングよく連打する必要がある。前者は胸の小さいキャラでは効果が見えず、後者はスカートをはいていないキャラには意味がない。
また、眼鏡をかけたキャラは眼鏡を外すこともできる。
特殊衣装のダウンロードコンテンツがあるとそれに着替えさせることも可能。

## PlayStation 3版
2012年2月23日に発売された「ぎゃる☆がん」は本作のPlayStation 3移植版。通常版と限定版の2種類が存在するが、パッケージイラストが異なる。限定版には前述の通りボーカルコレクションとドラマCD、予約特典にはクリアしおりが同梱する。体験版の詳細はその他を参照。同年7月3日にもダウンロード版が配信。
前に発売のXbox 360版から以下の追加要素&変更点が存在する。
別コントローラである「PlayStation Move」対応。
グラフィックの強化。
2つのゲームモード「ドキドキカーニバル」「スコアアタック」を収録。詳細は後述。
ぱたこ、えころのドキドキモードを実装。
スピードボーナスの追加。また、エクスタシーショットが6コンボ以上で新たな色の変化。
新主題歌を挿入。詳細は主題歌を参照。
ギャラリーモードと更衣室を追加。
トロフィー機能対応。
新BGMを追加。
新メインヒロインであるえころ、及び新モブキャラクターの追加。

### ドキドキカーニバル
PS3版で追加されたモード。特定の条件を満たすとプレイ可能。
ストーリーモードの後日談だが、テンゾウが女の子に嫌われてしまい、2人の天使であるぱたこ＆えころとともに修行する。ゲーム開始時にはストーリーモードと同じくぱたこから質問を出される。
このモードではゲーム開始時にルート選択式になっており、ルート選択時、コントローラではスティック上下、PlayStation Moveではトリガーを引きながら上下に動して選択する。ルートの行き方によってはモブキャラクターの会話が挿入される。
構成はドキドキモードのみであり、女の子の人数は最大8人までのうち、1人だけを選べる。×ボタンで別の女の子に切り替えることができる。ドキドキゲージがいっぱいになるとのぼせ状態になりショットの威力とズーム速度が向上する。のぼせ状態にしてまとめて昇天させると復活ポイントが多く入る。逆に昇天させずにのぼせ状態キープでゲージを溜めることも可能。ガードされると次の女の子に自動で交代する。全員を昇天させることでクリア。
このモードではライフが存在せず、ハートゲージは制限時間にあたるため全員を昇天させる前にハートゲージがなくなってしまうとゲームオーバーとなる。ハートゲージは女の子昇天で回復できる。
8面+1の全9面構成。復活ポイントとランクによっては最終面とエンディングの展開が変化する。特定の条件を満たすと、ぱたこ&えころのドキドキモードをプレイできる。

### スコアアタック
PS3版で追加されたモード。このモードではシューティングパートのみで構成。
ストーリーモードで一度クリアしたエリアを遊ぶことができる。プレイヤーはかなめ、晶、薫子、葵、ALLルートの5種類から選択してプレイする。キャラルート以外にも個別のエリアもプレイすることが可能。オンラインランキング対応。
スコアアタックでは新ルールが変わっており、上述の通りにエクスタシーショットを連続でつなげるとスピードボーナスになるが、つなげた時間が短いと高得点。エクスタシーショットの倍も上がる。ただしドキドキボムを使うとハートゲージが0にリセット。残りのハートゲージ量があればボーナス。モブキャラクターを3人以上ドキドキボムで昇天させるとフィーバーに突入する。フィーバー発動時、スコア2倍、ハートゲージのボーナス2倍、見つめるが早くなる、ドキドキゲージ上昇量がたまりやすくなるメリットがある。一度でもエクスタシーショットを狙い損ねる、次のエリアに移動した場合はフィーバーが解除される。
しかしプレイヤーの回復量は少なめに設定されており、モブキャラクターの攻撃力がストーリーモードよりも高め。ストーリーモードよりも難易度が上昇している。コンティニューはできない。
ゲームオーバーもしくはヒロインを倒すと、ハイスコアを更新した場合はオンラインランキングにアップロードすることができる。また獲得したスコアはスコアボードで確認できるが、PlayStation Networkのサインインが必要になる。

### ギャラリーモード
PS3に追加されたモードで、入手した光の羽根を消費することで画像を見ることができる。なお、光の羽根は各モードをクリアすることで入手可能。

### 更衣室
PS3版で追加され、女の子の衣装を変更できるモード。変更できるのは衣装、アクセサリー、アイテムの3つ。PlayStation Storeでも追加コンテンツで購入できた。

### スコアボード
PS3版に追加されたモードで、確認できるのはストーリーモードとスコアアタックの2つ。オンラインランキングにはプレイ時間、称号、エクスタシーショット、スコア、お気に入り生徒の確認が出来る。

## ダウンロードコンテンツ

### Xbox 360版
現在、1種類の初回限定ダウンロードコンテンツ（以下DLC）と5種類の有料ダウンロードコンテンツが公開されている。
見習い天使なりきりセット（初回版のみ）
初回版特典DLC。ヒロイン4人が天使のコスチュームに着替える。天使の輪もつけることが可能。普段はスパッツをはいている晶はこのDLCを使うと生足になる。
戦国メイドカフェもののぷメイド服セット（400MSP）
秋葉原にあるメイドカフェ『戦国メイドカフェ＆バーもののぷ』とのタイアップ企画で、ヒロインを除くモブキャラがもののぷのコスチュームに着替える。普段モブキャラがテンゾウに差し出すのは手紙だが、このDLCを当てるとオムライスに変化する（効果などに変化はない）。
水中モード（800MSP）
その名の通り、ステージ全体が水中になるモード。モブキャラ全員が水着に着替え、水中ゴーグルを装備する。キャラの動きが全体的にスローになるため、エクスタシーショットなどを狙いやすくなる。
ヒロインルートは存在せず、かなめ→晶→薫子→葵という順に繋げられたステージを通しでプレイしていく。途中でセーブすることは出来ず、一旦始めるとクリアするかゲームオーバーにならないと終了できない。クリアに平均5時間前後かかることや、クリアしない限り獲得した称号やコスチュームなどの取得状況がセーブされない点についての説明がメーカー側から一切なかったため、購入後ユーザーから不満の声が上がった（現在は公式サイトに謝罪文と説明が掲載されている）。
うみねこのなく頃に 煉獄七姉妹衣装セット（400MSP） 2月10日配信
アルケミストが2010年（平成22年）12月16日に発売した『うみねこのなく頃に』とのタイアップコスチューム。モブキャラ全員がうみねこのなく頃にに登場する煉獄七姉妹の衣装を身にまとう。
乙女はお姉さまに恋してる 聖應女学院制服（400MSP）
アルケミストより発売の『乙女はお姉さまに恋してるPortable』のタイアップコスチューム。
プライベート水着セット（800MSP）

### PlayStation 3版
PS3版にもダウンロードコンテンツが存在していた。
ぴなふぉあセット（無料）
『ぴなふぉあ』のタイアップコスチューム。入手するためには秋葉原で開催されている『ぴなふぉあ』のイベントか、先着順プロダクトコードを入力する必要がある。
ぶるにゃんマンセット（630円）
アルケミストより2012年8月2日発売の『それゆけ!ぶるにゃんマンPortable』のタイアップコスチューム。
すくにゃんマンセット（630円）
上記と同じだが、条件を満たさなくても購入することで水中モードがプレイできる。
ナースセット（750円）
チャイナセット（750円）
バニーガールセット（750円）
エプロンセット（1050円）
ビキニセット（1050円）
コスチュームセット（1980円）

## ぎゃる☆がん りたーんず
2021年1月28日に発売（Steam版は2月12日に配信開始）された「ぎゃる☆がん りたーんず」は、本作のPlayStation 3版「ぎゃる☆がん」をベースにしたリマスター版である。
PlayStation 3版からの主な変更点は以下のとおり。
- - 現行ハード向けにグラフィックの最適化。モデリングや制服デザインの微細な部分の調整も行われている。
  - 描き下ろしイベントイラストを随所に追加。
  - パンツデザインの追加（426種類⇒432種類）。
  - 日本語に加え、英語、繁体字、韓国語に対応。
  - 有料ダウンロードコンテンツであった主な衣装をあらかじめ収録（もののぷメイド服、煉獄七姉妹衣装、ナース服、チャイナ服、あぶないエプロン、ビキニの水着、バニー服、サスペンダー教官、小悪魔の服）。
  - 野々宮かなめ役のCVの変更（寺本來可⇒三宅晴佳）。
  - オープニング主題歌の変更。

Nintendo Switch版には限定版が存在し、シリーズ10周年記念セットとしてメモリアルアートブック（A4判、120ページ、フルカラー）とCD（主題歌及びエンディングテーマ全６曲収録）を同梱する。
予約特典は「女の子の香り立つしおり」（ヒロイン野々宮かなめをイメージした匂いのするしおり）。第２回ぎゃる☆がん りたーんずTVで、視聴者参加のもと、アイリスの匂いに決定された。

## インターネットテレビ
公式サイトで、『ぎゃる☆がん』の販促番組「ぎゃる☆がんTV」が配信された。
出演者
- 寺本來可
- 内村史子
- 内田真礼
- 山本希望

配信期間
- 2010年（平成22年）11月16日 - 2011年（平成23年）1月18日（全10回）

ニコニコ動画及びYouTube Liveで 、『ぎゃる☆がん りたーんず』の販促番組「ぎゃる☆がん りたーんずTV」が配信された。
出演者
- MC：三宅晴佳

ゲスト
- 第2回 上間江望
- 第3回 宮崎珠子
- 第4回 藤田彩
- 第5回 谷口夢奈
- 第6回 野村真悠華
- 第7回 峯田茉優
- 第8回 内村史子、山本希望（ビデオメッセージ：内田真礼）

配信期間
- 2020年（令和2年）10月13日 - 2021年（令和3年）2月9日（全9回）

## 主題歌
本作はXbox 360とPS3の2種類で主題歌が異なる。また、リマスター版であるりたーんずの主題歌『イルミネーションラブ りたーんず』は、PlayStation 3主題歌『ILLUMINATION LOVE』のカバー曲。
Xbox 360主題歌『ときめきメリーゴーランド』
後にタイトーの音楽ゲームとなるミュージックガンガン!2にも収録された。PS3版はギャラリーに収録。
PlayStation 3主題歌『ILLUMINATION LOVE』
ぎゃる☆がん りたーんず主題歌『イルミネーションラブ りたーんず』
メインヒロインを演じる声優4人のユニット“ZQN☆（ズキュ～ン）”が歌っていたPlayStation 3版主題歌を、新たな野々宮かなめ役の三宅晴佳がカバーして一人で歌っている。
かなめエンド主題歌『ゆびきり』
晶エンド主題歌『ふわり、ひらり』
薫子エンド主題歌『七色のパレット』
葵エンド主題歌『LOVEHEARTS』
ドキドキカーニバルエンディング『LOVE ×ME ×68』
PS3版のストーリーモードのエンディングで表示されるが、ドキドキカーニバルクリア時は登場キャラのキャストのみ。

## その他
アルケミストの広報がTwitterで語った内容によると、本来はもっと過激な表現（ローアングルからのパンチラなど）があったようだが、製品版はややマイルドに抑えられたとのこと。その理由としてKinectなどのファミリー層を意識した商品を売り出したいマイクロソフトの思惑が働いたことがほのめかされている。事実、初期PVではヒロインのローアングルからのカメラワークで下着がほとんど丸見えであったが、その後のPVではそのアングルにヒロインの髪や遮蔽物を被せて下着の露出を抑えている（ただし、ある条件を満たせばその遮蔽物は透ける）。
プロレスラーの華名が声優として参加している。
「ジャパニーズ萌えギャラクシー」のタイトルで売りたいなど、海外から興味を持たれていることをアルケミスト社長の浦野重信は述べている。
発売に先駆けて体験版がXbox LIVEでゴールドメンバー向けに配信されたが、ロード時間が十数秒かかるなど非常に長かった。ただし、製品版のロード時間はその半分以下である。後にPlayStation Storeでも2012年2月14日に体験版が配信された。